# Gotlandsbrigaden

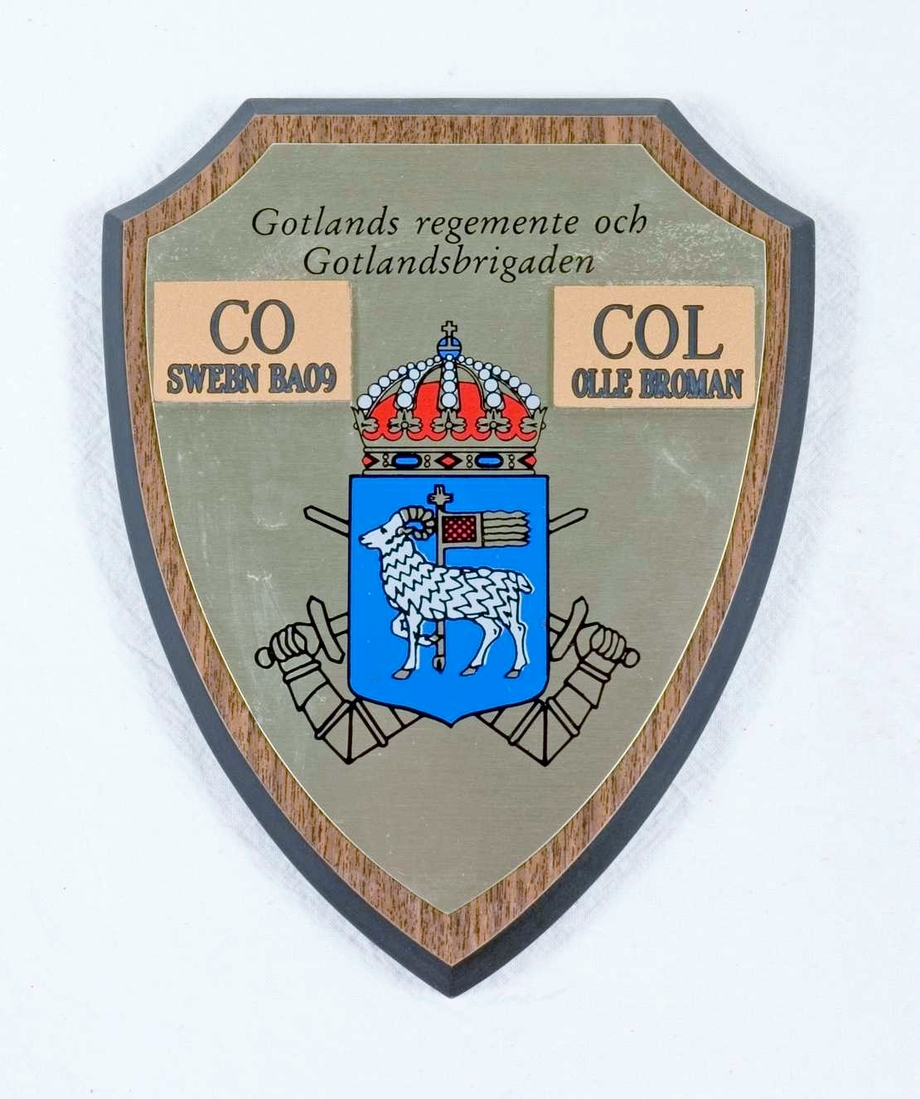
Minnesplakett för BA 09

Gotlandsbrigaden (MekB 18) var en mekaniserad brigad inom svenska armén som verkade i olika former åren 1949–2000. Förbandsledningen var förlagd i Visby garnison i Visby.

## Historik
Gotlandsbrigaden sattes upp som en infanteribrigad åren 1949–1951 under namnet Gotlandsbrigaden (IB 18), detta genom att fältregementet (krigsförbandet) Gotlands infanteriregemente (I 18) omorganiserades genom försvarsbeslutet 1948 till brigad.
År 1963 då omorganisation till typförbandsmodell "Pansarbrigad 63" påbörjades inom armén, beslutades att Göta livgardes (P 1) detachement Göta pansarlivgardes detachement på Gotland (P 1 G) skulle slås samman med Gotlands infanteriregemente (I 18). Genom sammanslagningen bildades Gotlands regemente (P 18) samt att Gotlandsbrigaden omorganiserades från infanteribrigad till pansarbrigad. Brigaden blev 1966 ett typförband av modell Pansarbrigad Gotland (PB Gotland), medan de övriga aktiva svenska pansarbrigaderna gick in i Pansarbrigad 63 (PB 63). Brigaden fick samtidigt sin nya beteckning PB 18.
År 1982 uppgick brigaden tillsammans med övriga förband på Gotland i Gotlands militärkommando (MKG). 1994 avskildes brigaden tillsammans med regementet från kommandot och blev från 1 juli samma år ett kaderorganiserat krigsförband inom Mellersta militärområdet (Milo M), under det nya namnet Gotlands regemente och Gotlandsbrigaden (MekB 18). Samma år tillfördes brigaden Pbv 302 och Strv 104 ifrån Kristianstadsbrigaden (PB 26), vilken avvecklades i samband med försvarsbeslutet 1992.
Genom försvarsbeslutet 2000 kom Gotlands regemente och Gotlandsbrigaden (MekB 18) att upplösas som brigad, och från den 1 juli 2000 antogs namnet Gotlands regemente (P 18).

## Verksamhet
Förutom pansarbataljonerna ingick även i brigaden bataljoner från Gotlands luftvärnskår (Lv 2) och Gotlands artilleriregemente (A 7). Brigadens uppgifter var att anfalla angripare via luftlandsättningar eller landstigningar över hela Gotland. De förband som utbildades inom brigaden var bl.a.

- Stridsvagnsförband
- Pansarskytteförband
- Pansarvärnsrobotförband
- Stabsförband
- Underhålls/Trossförband
- Spaningsförband
- Pionjärförband
- Depå- och bevakningsförband

### Bataljoner
| - Brigadstab G mm - 18. Pansarspaningskompani G - 18. Pansarvärnskompani - 18. Brigadluftvärnskompani - 18. Brigadingenjörskompani G - 71. Stabsbataljon - 1. Pansarbataljon - 2. Pansarbataljon | - 3. Pansarbataljon - 4. Pansarbataljon - 5. Pansarbataljon - 1. Haubitsbataljon G - 2. Haubitsbataljon G - 3. Haubitsbataljon G - 14. Luftvärnsbataljon |

### Internationell verksamhet
År 1997 stöttade brigaden uppsättandet av BA 09, vilken Livgardesbrigaden stod som huvudansvarig för. Bataljonen var den nionde av de så kallade bosnienbataljonenerna. Till bataljonen svarade brigaden med dess brigadchef som bataljonschef samt ett pansarskyttekompani.

## Heraldik och traditioner
Gotlandsbrigaden delade heraldik och traditioner med Gotlands regemente. Åren 1994–2000 förvaltade brigaden regementets traditioner.

## Förbandschefer
- 1949–1992: Enbart krigsförband, chefen samma som för Gotlands infanteriregemente
- 1992–1995: Överste Karlis Neretnieks
- 1995–1999: Överste Sven-Olof "Olle" Broman
- 1999–2000: Överste Peter Molin

## Namn, beteckning och förläggningsort
| Gotlandsbrigaden                        | 1949-10-01 | – | 1994-06-30 |
| Gotlands regemente och Gotlandsbrigaden | 1994-07-01 | – | 2000-06-30 |

| IB 18   | 1949-10-01 | – | 1966-??-?? |
| PB 18   | 1966-??-?? | – | 1994-06-30 |
| MekB 18 | 1994-07-01 | – | 2000-06-30 |

| Visby garnison (F) | 1949-10-01 | – | 2000-06-30 |

## Galleri

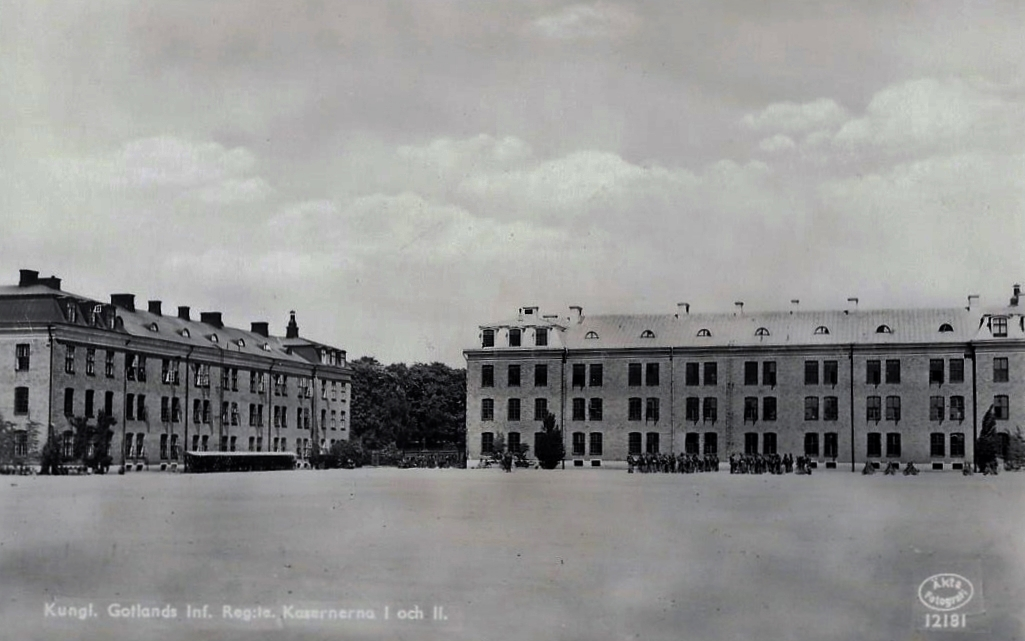
Kaserner
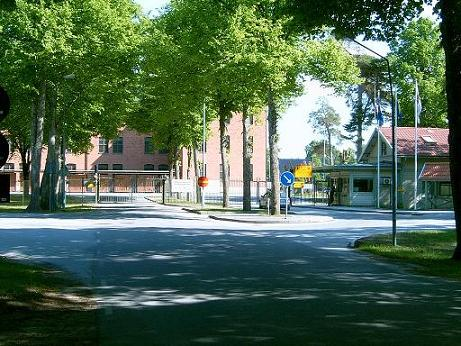
Vakten vid garnisonen som uppfördes 1898 som expeditionsbarack. Den har sedan fungerat som underbefälsmäss, plutonofficersmäss och till sist vaktlokal.
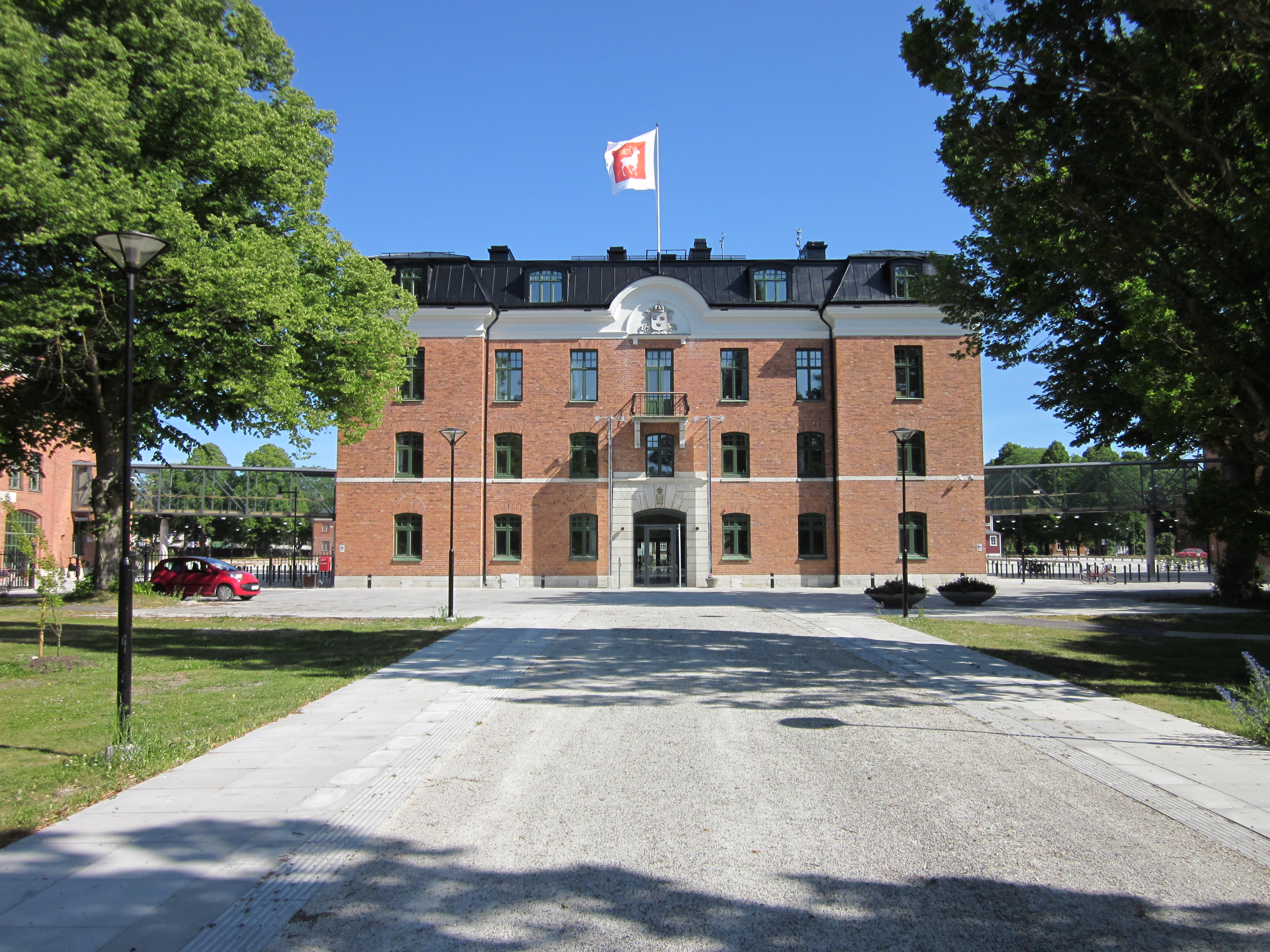
Kanslihuset som uppfördes 1905.
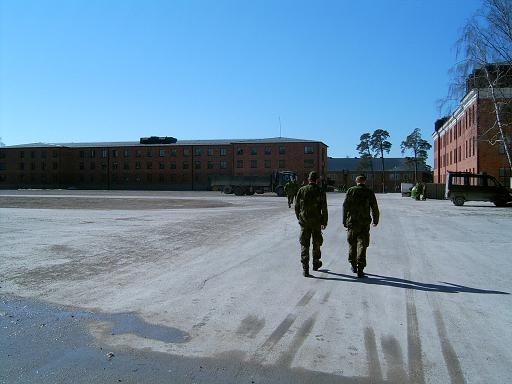
Kaserngården
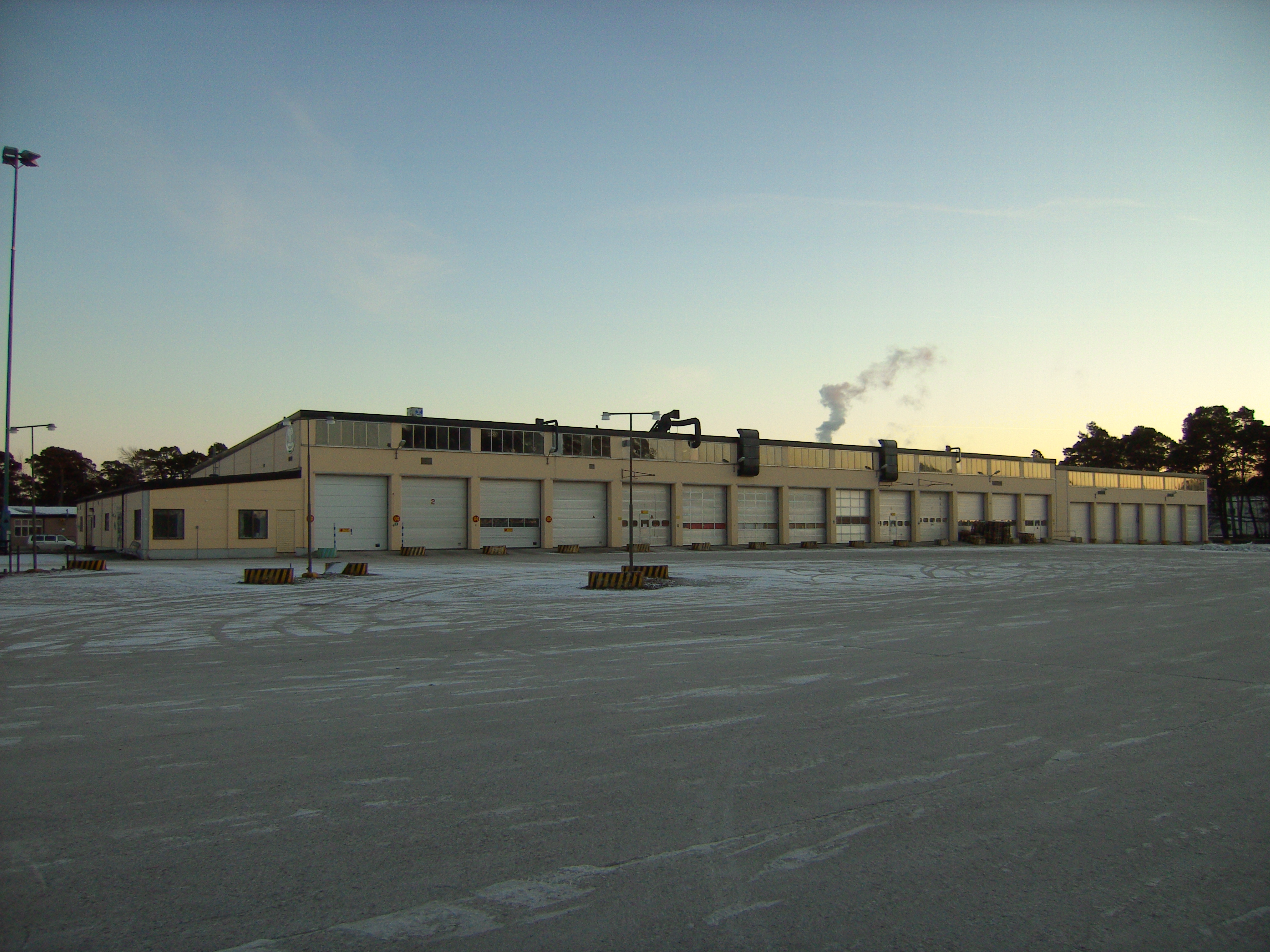
Ett av de modernare fordonsgaragen på regementsområdet som även inrymde verkstad. Uppförd 1965.